# آیرین وست
ایرِین ووست (هلندی: Ireen Wüst؛ زادهٔ ۱ آوریل ۱۹۸۶) اسکیت‌باز سرعت اهل هلند است.
وی در بازی‌های المپیک ۴ مدال طلا، ۳ مدال نقره و یک مدال برنز برنده شده‌است.